# Jim Zalesky
James Zalesky (Cedar Rapids, Iowa, 1961. január 15. –) amerikai birkózó és birkózóedző, 2024-től a Cal Poly Humboldt vezetőedzője. Korábban a University of Jamestown Jimmies, az Oregon State Beavers és az Iowa Hawkeyes edzője volt. Háromszor volt az NCAA bajnoka. 2004-ben a National Wrestling Hall of Fame tagja lett.

## Sportolóként
1981 és 1984 között négyszer nyerte el az All-America elismerést, 1982-ben, 1983-ban és 1983-ban pedig 72 kilogrammos kategóriában megnyerte az NCAA bajnokságát. Utolsó két évében minden eseményt megnyert, ezzel egymásután 89 győzelme volt. 1984-ben a legkiválóbb birkózónak nevezték. Az 1984-es olimpiai selejtezőn 74 kilogrammos kategóriában második lett.
2004-ben a National Wrestling Hall of Fame tagja lett.

## Edzőként
Három NCAA-győzelmük ellenére 2006. május 30-án kirúgták az Iowa Hawkeyestól; Bob Bowlsby atlétikai igazgató ennek okaként a minőségcsökkenést és a változás szükségességét nevezte meg.
2006. április 14-én az Oregon State Beavers edzője lett. 2006 és 2020 között hét NCAA-bajnokságot nyertek. 2020. március 9-én kirúgták. 2021. május 4-én a University of Jamestown Jimmies edzője lett. 2024-ben lemondott.

## Fordítás
- Ez a szócikk részben vagy egészben  a   Jim Zalesky című angol Wikipédia-szócikk ezen változatának fordításán alapul.  Az eredeti cikk szerkesztőit annak laptörténete sorolja fel. Ez a jelzés csupán a megfogalmazás eredetét és a szerzői jogokat jelzi, nem szolgál a cikkben szereplő információk forrásmegjelöléseként.